# André Abegglen
André «Trello» Abegglen (* 7. März 1909; † 8. November 1944) war ein Schweizer Fussballspieler. Abegglen zählte in den 1930er- und 1940er-Jahren zu den herausragenden Spielern in der Schweiz. Max «Xam» Abegglen, der sieben Jahre ältere Bruder von André, war ebenfalls ein sehr erfolgreicher Schweizer Nationalspieler.

## Die Vereinskarriere
Seine Karriere begann «Trello» Abegglen 1924 beim FC Cantonal Neuchâtel. Zur Saison 1926/27 wechselte er dann zum Grasshopper Club Zürich, wo er zusammen mit seinem älteren Bruder Max Abegglen spielte. In dieser Saison gewann Abegglen seinen ersten Titel, nämlich die Schweizer Meisterschaft. Trotzdem wechselte er am Ende der Saison zurück in die Romandie zu Étoile Carouge. Nach nur einer Saison wechselte Abegglen erstmals ins Ausland, und zwar zur AS Saint-Eugène nach Algerien. Doch auch hier blieb er nur eine Saison, ehe er zur Saison 1930/31 zu GC und damit zum Bruder Max zurückkehrte. In den folgenden vier Saisons in Zürich konnte er 1931 ein weiteres Mal die Schweizer Meisterschaft feiern.
Zur Saison 1934/35 wechselte Abegglen als Profi zum FC Sochaux; in Frankreichs Division 1 verhalf er Sochaux bereits in seiner ersten Saison mit 30 Toren (Abegglen wurde damit Torschützenkönig) zum ersten offiziellen Meistertitel in der Vereinsgeschichte. Am 25. August 1935 gelangen Abegglen im Spiel gegen die US Valenciennes sieben Treffer – bis heute ein lediglich einmal (von Jean Nicolas) eingestellter Rekord in Frankreichs höchster Spielklasse. In der Saison 1936/37 wurde Sochaux nur aufgrund des schlechteren Torverhältnisses bloss Vizemeister, gewann aber den französischen Pokal und 1937/38 zum zweiten Mal die französische Meisterschaft. Abegglen stand 1937 auch in der Endspielelf, die in der Coupe de France mit 2:1 gegen Racing Strasbourg die Oberhand behielt, kam zu dieser Zeit allerdings nur noch gelegentlich zum Einsatz, weil sein Platz im Sturmzentrum der Sochaliens von Roger Courtois, der ebenfalls in der Schweiz geboren worden war, eingenommen wurde.
Deshalb kehrte «Trello» in der Saison 1938/39 in die Schweiz zum Servette FC Genève zurück, wo er in der Folge als Spielertrainer fungierte. In der Saison 1939/40 führte er die Genfer zum Schweizer Meistertitel. Nach vier Spielzeiten in Genf wechselte André Abegglen 1942 zum FC La Chaux-de-Fonds, wo er ebenfalls als Spielertrainer wirkte, bis er am 8. November 1944 an den Folgen eines Zugunglücks starb, das sich auf einer Reise mit seiner Mannschaft ereignet hatte.

## Der Nationalspieler
Zwischen 6. November 1927 und 14. Juni 1943 gehörte Abegglen dem Kader der Schweizer Fussballnationalmannschaft an. Insgesamt bestritt André Abegglen 52 Spiele für die Schweiz und erzielte 29 Tore; damit gehört er zu den erfolgreichsten Torschützen aller Zeiten in der Schweizer Nationalelf.
Er gehörte während der Fussball-Weltmeisterschaft 1934 und während der Fussballweltmeisterschaft 1938 zum Kader der Nationalmannschaft. Bei der WM 1934 erzielte «Trello» Abegglen im Achtelfinal ein Tor für die Schweiz. Während der WM 1938 schoss André Abegglen „Grossdeutschland“ fast im Alleingang aus dem WM-Turnier. Im Achtelfinal erzielte er den einzigen Treffer der Schweiz zum 1:1-Endstand und im Wiederholungsspiel schoss er die beiden Siegtreffer zum Endresultat von 4:2. Damit erreichte die Schweiz den Viertelfinal. Jedoch scheiterte sie hier mit 0:2 an Ungarn.

## Erfolge
- 2 × Französischer Fussballmeister mit dem FC Sochaux 1934/35 und 1937/38
- 1 × Französischer Fussballpokalsieger mit dem FC Sochaux 1936/37
- 2 × Schweizer Fussballmeister mit GC 1926/27 und 1930/31
- 1 × Schweizer Fussballmeister mit Servette FC Genève 1939/40
- 1 × Torschützenkönig der Division 1 1934/35 mit 30 Toren